# Blindheim
Blindheim (tiếng Đức: [ˈblɪnthaɪm]) còn được gọi là Blenheim ( /ˈblɛnɪm/ BLEN-im ), là một xã nằm ở huyện Dillingen, thuộc bang Bayern, miền nam nước Đức.